# Александер, Ванесса
Ванесса Александер (англ. Vanessa Alexander) — австралийская, новозеландская и британская сценаристка, режиссёр и продюсер, наиболее известная по сценариям фильмов «Викинги: Вальхалла» и «Великая».

## Биография
Александер родилась в Нью-Йорке в семье новозеландца и англичанки. Она выросла в Калифорнии, прежде чем в подростковом возрасте переехала в Новую Зеландию. Александер получала образование в средней школе Лагуна-Бич, средней школе для девочек Вайтаки и Университете Отаго, где получила степень бакалавра искусств по английской литературе. Затем получила диплом аспирантуры по режиссуре в Викторианском колледже искусств и степень доктора философии по творческому письму в Университете Нового Южного Уэльса.
После проживания в Париже в 2012 году Александер переехала в Австралию.

## Карьера
Александер начала свою карьеру с написания пьес для сцены в Новой Зеландии и почти покинула индустрию, чтобы поступить в медицинскую школу после того, как получила несколько отказов на финансирование короткометражного фильма. Она выиграла международный студенческий конкурс драматургии в 1990 году с феминистской интерпретацией поэмы Томаса Элиота «Бесплодная земля» под названием «Мой соловей расстегнулся».
Свой первый полнометражный фильм, который назывался «Меджик и Роуз» она сняла в возрасте 28 лет, был спродюсирован новозеландским режиссёром Ларри Парром и профинансирован Новозеландской комиссией по кинематографии в рамках малобюджетной программы развития кино. Фильм был снят на Южном острове Новой Зеландии на фестивале дикой природы Hokitika с бюджетом в 350 000 долларов и был номинирован на 4 премии New Zealand Film Awards. Он также получил приз жюри в Порту в Португалии.
Александер была продюсером второго короткометражного фильма Тайки Вайтити «Две машины, одна ночь» и была членом совета директоров Новозеландской кинокомиссии. Её первой работой на телевидении была работа продюсером, сценаристом и режиссёром новозеландского детского телесериала «Быть Евой». Сериал был номинирован на международную премию «Эмми» в категории «Дети и молодёжь».
Позже Александер начала работать над сценарием к фильму Netflix «Викинги: Вальхалла», а также стала сценаристкой комедийно-драматического телесериала «Великая», номинированного на множество наград, включая две премии Гильдии сценаристов Америки, на которые Александер была номинирована. Также она написала сценарий для британо-канадского телесериала «Жестяная звезда» и австралийских телесериалов «Дитя любви», «Тайная дочь» и «Не та девушка», за которые Александер была номинирована на премию AWGIE. В дальнейшем она же сняла новозеландский телесериал «Агент Анна».
21 января 2021 года компания ViacomCBS International назначила Александер ведущей сценаристкой для разработки телесериала об итальянской художнице эпохи барроко Артемизии Джентилески.
Сериал под названием «Артемизия» спродюсировал бывший управляющий директор ViakomCBS International Studios UK Джилл Оффман и продюсер «Лабиринта Фавна» Фрида Торресбланко, которая сказала, что разработка «станет современным феменистским произведением, которое одновременно провокационно и трансгрессивно, красноречиво и элегантно взывая к духу нашего настоящего момента».
После падения Кабула под натиском Талибана в 2021 году Ванесса помогла более чем 100 афгагским женщинам и их семьям бежать из Афганистана и создала сеть, которая координировала спасение более 300 афганских женщин, бежавших от Талибана. За это она получила Ключи от города Ньюкасл в 2023 году, а также премию Golden Wattle Award 2023 года, ежегодную награду, вручаемую австралийцу, который принёс честь и вдохновение своим соотечественникам за предыдущие 12 месяцев.

## Фильмография
| Название                             | Оригинальное название | Год  |
| ------------------------------------ | --------------------- | ---- |
| «Моя мать практикует утопление»      |                       | 1995 |
| «Меджик и Роуз»                      | «Magik and Rose»      | 1999 |
| «Две машины, одна ночь»              |                       | 2003 |
| «Прихвостень»                        |                       | 2003 |
| «Обувь его отца»                     |                       | 2004 |
| «Человек, который не умел танцевать» |                       | 2005 |
| «Рыба, вытащенная из воды»           |                       | 2005 |
| «Грузовой»                           |                       | 2007 |
| «Эвакуаторщик»                       | «TOW»                 | 2022 |

Телевидение:
| Название                              | Оригинальное название               | Год                |
| ------------------------------------- | ----------------------------------- | ------------------ |
| «Быть Евой»                           | «Beeng Eve»                         | 2001 — 2002        |
| «Пик милости»                         | «Mercy peak»                        | 2003               |
| «Неприличное везение»                 | «Outrageous fortune»                | 2005               |
| «Самозванец»                          | «Pretender»                         | 2005               |
| «Приключения Мэддиганов»              | «Meddigan' s quest»                 | 2006               |
| «Могучие рейнджеры: Операция «Молния» | «Power Rangers Operation Overdrive» | 2007               |
| «Могучие рейнджеры: Ярость джунглей»  | «Power Rangers Jungle Fury»         | 2008               |
| «Похороны Брайана»                    |                                     | 2008               |
| «Отец Матфей»                         | «Ojciec Mateusz»                    | 2008               |
| «Могучие рейнджеры: Р.П.М.»           | «Power rangers RPM»                 | 2009               |
| «Это не моя жизнь»                    | «This is not my life»               | 2010               |
| «Агент Анна»                          |                                     | 2013 — 2014        |
| «Не та девушка»                       |                                     | 2016 — 2017        |
| «Дитя любви»                          |                                     | 2017               |
| «Тайная дочь»                         |                                     | 2017               |
| «Экстремальная вовлечённость»         |                                     | 2019               |
| «Великая»                             | «The great»                         | 2020               |
| «Стальная звезда»                     |                                     | 2020               |
| «Викинги: Вальхалла»                  | «Vikings: Valhalla»                 | 2022 — наст. время |